# Sint-Romanuskerk

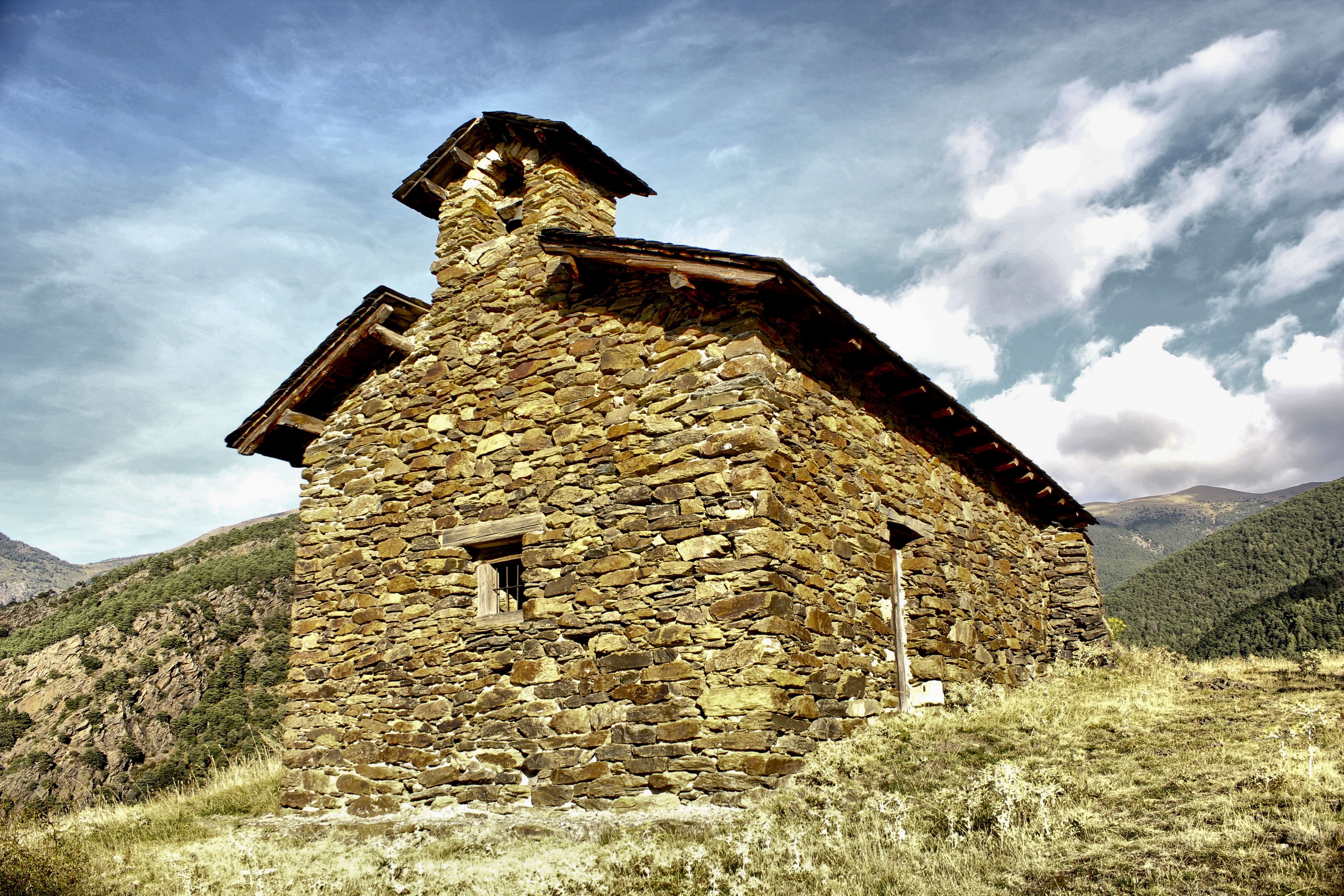
Sint-Romanuskerk van Aubinyà

De Sint-Romanuskerk (Catalaans: església de Sant Romà d'Auvinyà) is een kerkgebouw in Aubinyà in de parochie Sant Julià de Lòria in Andorra.
Het kleine kerkgebouw in preromaanse stijl opgetrokken bestaat uit een rechthoekig schip met rechthoekige apsis.

## Geschiedenis
In de 17e eeuw werd de kerk gebouwd.
In 1964 werd het kerkje gerestaureerd.

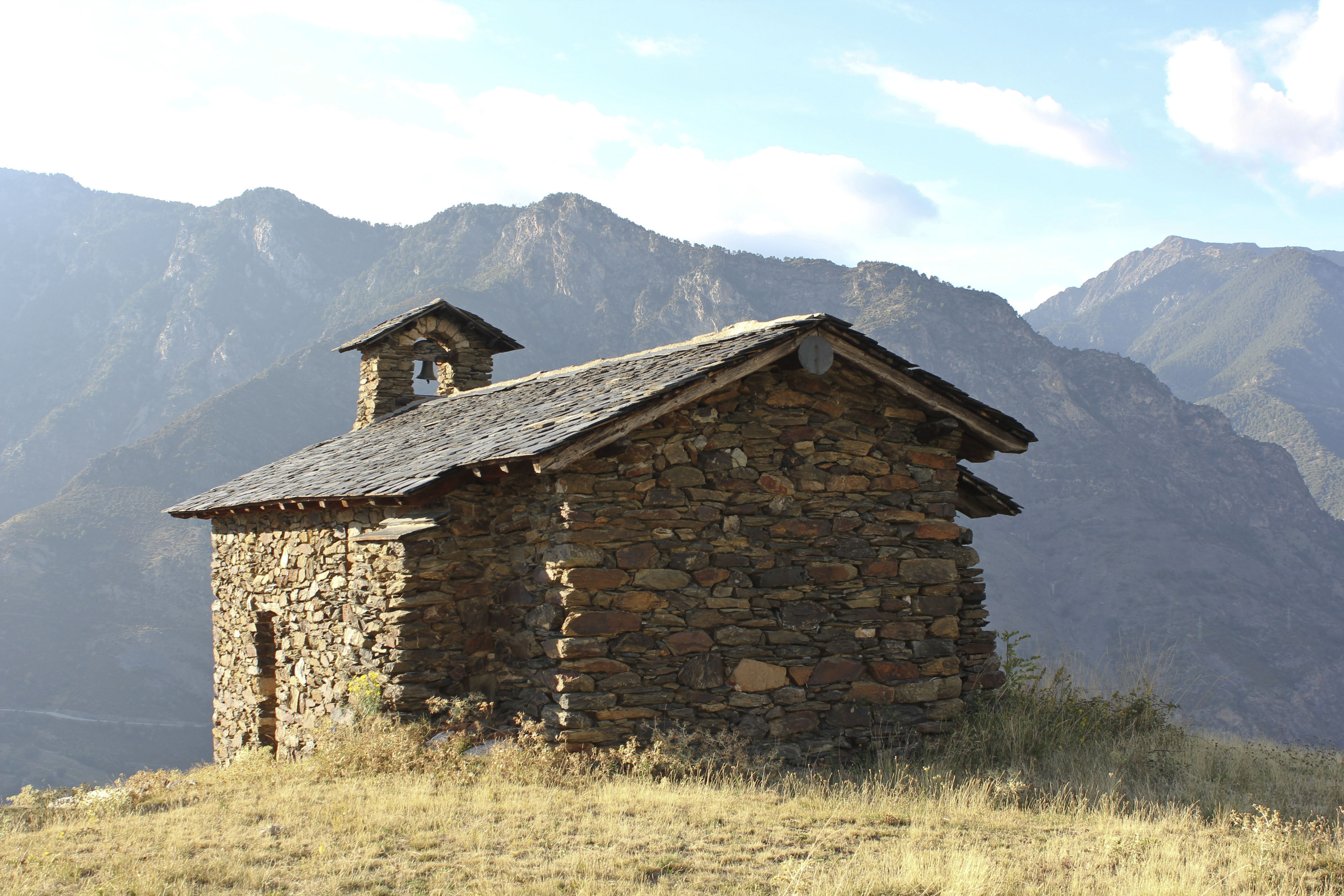
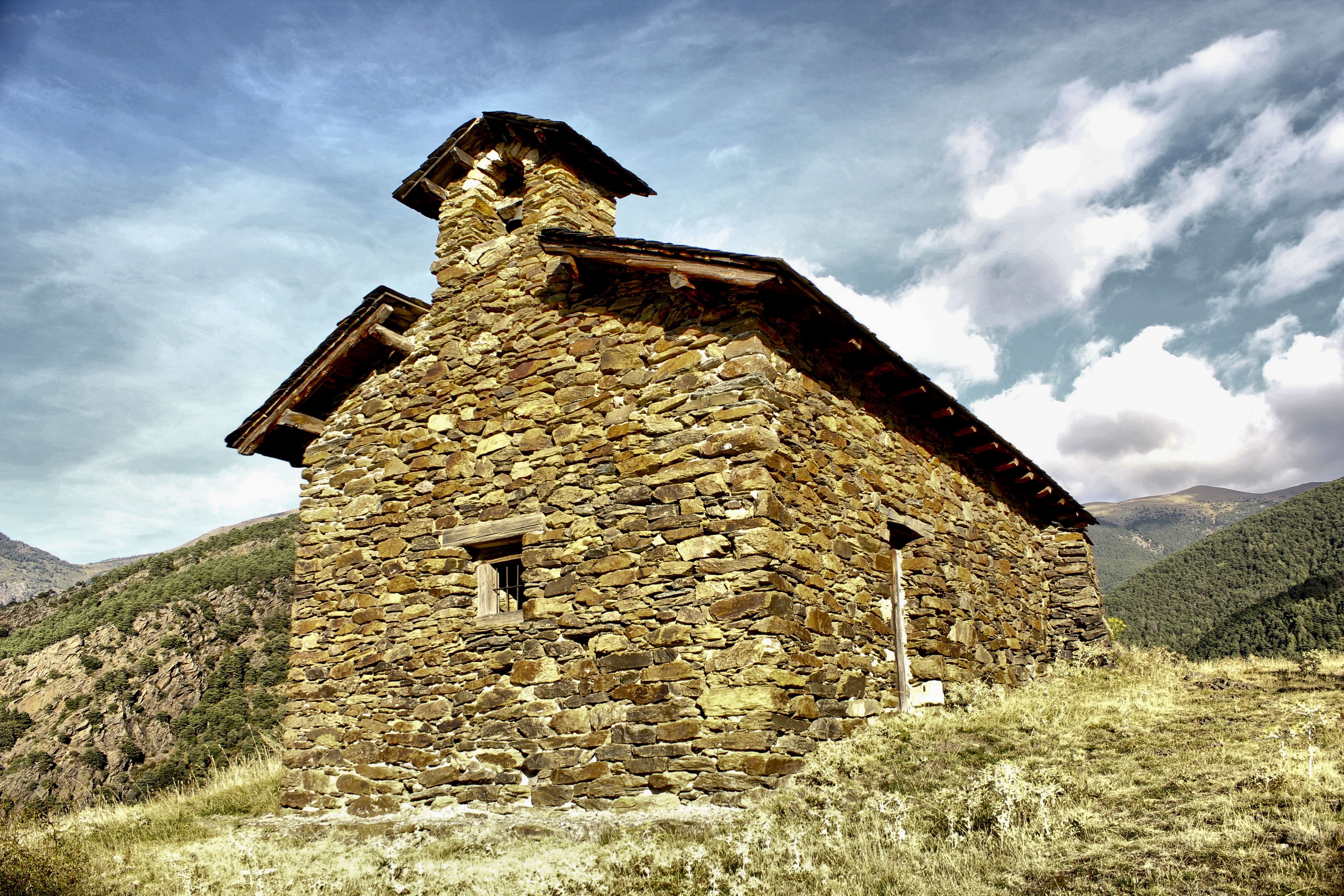

Farga Rossell · Pont de Sant Antoni de la Grella · Sint-Acisclus- en Sint-Victoriakerk · Sint-Andreaskerk · Sint-Armengolkerk · Sint-Christoffelkerk · Sint-Clemenskerk · Sint-Johanneskerk · Sint-Romanuskerk